# Карман (приток Бузулука)
Карман (Кармалка, Кармолка, ручей Карманчик) — река в Волгоградской области России, левый приток Бузулука.
Исток расположен в балке Малый Карман на высоте около 125 метров над уровнем моря. Длина реки составляет 75 км. Устье реки находится в 146 км по левому берегу реки Бузулук на высоте около 82 метров над уровнем моря у хутора Расстригин. Площадь водосборного бассейна — 756 км².
По данным государственного водного реестра России относится к Донскому бассейновому округу, водохозяйственный участок реки — Бузулук, речной подбассейн реки — Хопёр. Речной бассейн реки — Дон (российская часть бассейна).